# Он (река)
Он (фр. Aulne) је река у Француској. Дуга је 141 km. Улива се у Атлантски океан. 